# Кулачківська сільська рада
| Кулачківська сільська рада — колишній орган місцевого самоврядування у Снятинському районі Івано-Франківської області з адміністративним центром у с. Кулачківці. Постановою облвиконкому і обкому КП(б)У від 27 вересня 1940 р. було відокремлено від Снятинської міськради село Балки, яке приєднано до Кулачківської сільради. Водоймища на території, підпорядкованій даній раді: річка Чорнява. Сільській раді були підпорядковані населені пункти: - с. Кулачківці - с. Хом'яківка |

## Склад ради
Рада складалася з 16 депутатів та голови.

### Керівний склад ради
| ПІБ                        | Основні відомості                                                               | Дата обрання | Дата звільнення |
| -------------------------- | ------------------------------------------------------------------------------- | ------------ | --------------- |
| Лукинюк Олексій Михайлович | Сільський голова, 1967 року народження, освіта                                  | 26.03.2006   | 31.10.2010      |
| Лукинюк Олексій Михайлович | Сільський голова, 1967 року народження, освіта середня спеціальна, безпартійний | 31.10.2010   |                 |

Примітка: таблиця складена за даними джерела